# 帚木三帖
| 源氏物語五十四帖 |        |    |        |
| 各帖のあらすじ   |        |    |        |
| 帖               | 名     | 帖 | 名     |
| 1                | 桐壺   | 28 | 野分   |
| 2                | 帚木   | 29 | 行幸   |
| 3                | 空蝉   | 30 | 藤袴   |
| 4                | 夕顔   | 31 | 真木柱 |
| 5                | 若紫   | 32 | 梅枝   |
| 6                | 末摘花 | 33 | 藤裏葉 |
| 7                | 紅葉賀 | 34 | 若菜   |
| 8                | 花宴   | 35 | 柏木   |
| 9                | 葵     | 36 | 横笛   |
| 10               | 賢木   | 37 | 鈴虫   |
| 11               | 花散里 | 38 | 夕霧   |
| 12               | 須磨   | 39 | 御法   |
| 13               | 明石   | 40 | 幻     |
| 14               | 澪標   | 41 | 雲隠   |
| 15               | 蓬生   | 42 | 匂宮   |
| 16               | 関屋   | 43 | 紅梅   |
| 17               | 絵合   | 44 | 竹河   |
| 18               | 松風   | 45 | 橋姫   |
| 19               | 薄雲   | 46 | 椎本   |
| 20               | 朝顔   | 47 | 総角   |
| 21               | 少女   | 48 | 早蕨   |
| 22               | 玉鬘   | 49 | 宿木   |
| 23               | 初音   | 50 | 東屋   |
| 24               | 胡蝶   | 51 | 浮舟   |
| 25               | 蛍     | 52 | 蜻蛉   |
| 26               | 常夏   | 53 | 手習   |
| 27               | 篝火   | 54 | 夢浮橋 |

帚木三帖（ははきぎさんじょう）とは、『源氏物語』における第2帖「帚木」、第3帖「空蝉」および第4帖「夕顔」の三帖をいう。

## 概要
この帚木三帖は、先行する第1帖「桐壺巻」とのつながりが不自然であり、またこの後に続く第5帖「若紫」とのつながりもあまりよくない一方で、この三巻の中は比較的よくまとまっていると考えられており、しばしばひとまとまりの巻として主題や構造などが論じられる。「空蝉」及び「夕顔」は「帚木」の並びの巻であるとされている。またこれら三帖はいずれも「玉鬘系」と呼ばれる巻に含まれている。古来から唱えられている「並びの巻」を成立論で示される「玉鬘系」と結びつけるときには、この帚木三帖のはじめの1帖である「帚木」が「並びの巻」ではないのに「玉鬘系」に入るということをどう考えるかが問題になる。そのためこの位置に「輝く日の宮」という現在では失われた巻が存在しており「帚木」はもともとはこの「輝く日の宮」の巻の並びの巻であったとする説もある。